# Raffaele Riario
Raffaele Sansoni Riario, född 3 maj 1461 i Savona, död 9 juli 1521 i Neapel, var en italiensk kardinal och mecenat. Han är bland annat känd för att ha beställt uppförandet av Palazzo della Cancelleria samt att ha kallat Michelangelo till Rom.
Raffaele Riario är begravd i kyrkan Santi Apostoli i Rom.

## Bilder
| - Kardinal Raffaele Riario lät uppföra Palazzo della Cancelleria i närheten av Campo de' Fiori. |